# Magnus I Dobry
Magnus I Dobry (norw. Magnus Olavsson den Gode) (ur. 1024, zm. 25 października 1047) – król Norwegii 1035–1047, król Danii 1042–1047, z dynastii Yngling.
Urodzony w 1024 roku, syn króla Norwegii Olafa II Świętego i jego nałożnicy imieniem Alfhilda.
W roku 1028 jego ojciec stracił władzę w Norwegii na rzecz Kanuta Wielkiego. Magnus wraz z ojcem udał się na wygnanie na Ruś, wpierw Magnus osiadł w Nowogrodzie Wielkim, a później na dworze księcia Jarosława Mądrego. Rok po śmierci Kanuta Wielkiego na wezwanie norweskich możnych Magnus powrócił do Norwegii (1035/36), by przejąć władzę królewską, korzystając przy tym z powszechnego niezadowolenia z rządów duńskiego namiestnika Swena Knutssena. Magnus wygnał Swena i jego duńskie załogi z Norwegii. Następca Kanuta Wielkiego, Kanut Surowy (Hardekanut) musiał stawić czoła Magnusowi Dobremu, który sprzymierzył się ze szwedzkim królem Anundem Jakubem, by wspólnie zaatakować Danię. Duńskiemu władcy udało się odeprzeć ten najazd, a w latach 1038 i 1039 Magnus i Kanut zawarli układy, zgodnie z którymi postanowili, że w razie bezpotomnej śmierci jednego z nich, drugi dziedziczy jego królestwo. Owoce tych układów przypadły Magnusowi Dobremu, który po śmierci Kanuta, przyjął tytuł króla Danii (1042). Z takim obrotem sprawy nie pogodził się Swen Estrydsen (krewny Kanuta Wielkiego), który na przełomie 1042/1043 wyruszył z Anglii do Danii, mając poparcie władcy Anglii Edwarda Wyznawcy. Magnus pokonał Swena w dwóch bitwach: pierwsza miała miejsce w pod Århus pod koniec 1043, druga rok później w Skanii (?). Po porażkach Swen uciekł do Szwecji, by następnie wrócić do Danii i złożyć hołd lenny Magnusowi Dobremu, który pozwolił Swenowi rządzić Danią z ramienia króla Norwegii. Unormowanie sytuacji w Danii pozwoliło Magnusowi na podporządkowanie słowiańskiego dotychczas Szlezwiku (1043).

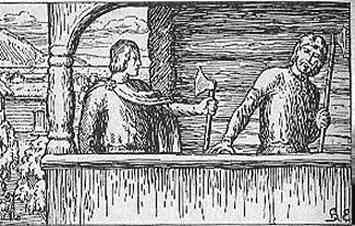
Magnus daje swój topór Åsmundowi Grankjellssonowi

W 1045 roku do Norwegii powrócił Harald Surowy, najsłynniejszy z żyjących ówcześnie wikingów. Sława Haralda Surowego była tak wielka, że Magnus Dobry powierzył mu, jako swemu krewnemu, współrządy w Norwegii, tym bardziej, ze Harald Surowy wrócił razem ze swoją zaprawioną w wieloletnich bojach drużyną i wielkim skarbem.
W 1046 roku Magnus Dobry z pomocą Haralda Surowego zaplanował wielką wyprawę na Anglię, gdzie chciał wykorzystać słabą pozycję króla Edwarda Wyznawcy, który zmagał się z opozycją swoich potężnych earlów. Planując podbój Anglii Magnus Dobry zapragnął wskrzesić imperium Kanuta Wielkiego, które obejmowało Danię, Norwegię i Anglię. Plany Magnusa pokrzyżował jednak Swen Estrydsen, który wykorzystując nieobecność Magnusa w Danii i jego kłopoty z Haraldem, ogłosił niezależność i zagarnął królewski skarb, który należał się królom Norwegii. Magnus i Harald najechali Danię, pokonali Swena, ale po powrocie z wyprawy Magnus Dobry zachorował i zmarł. Miało to miejsce w Jutlandii 25 października 1047. Przed swą śmiercią Magnus przekazał rządy w Norwegii Haraldowi Surowemu, a w Danii Swenowi Estrydsenowi.
Król Magnus Dobry nie był żonaty, miał córkę Ragnhildę, która w 1062 r. poślubiła możnego duńskiego Haakona Ivarssona. Prawnukiem tej pary był król Danii Eryk III Jagnię (zm. 1146).